# Oko (film 2002)
The Eye – horror wschodnioazjatycki, nakręcony w 2002 oku.
Film, wyreżyserowany przez braci Pang, odniósł ogromny sukces kasowy w całej Azji wschodniej i dorównał słynnym japońskim horrorom typu The Ring czy Dark Water. W następnych latach powstały również sequele filmu: The Eye 2 (2004) i The Eye 10 (2005). Powstał także hollywoodzki remake – Oko (2008, The Eye).

## Opis fabuły
W Hongkongu mieszka 20-letnia dziewczyna o imieniu Mun. Od drugiego roku życia jest ona niewidoma. Teraz, po 18 latach, ma szansę rozpocząć normalne życie; jest poddana operacji przeszczepu rogówki. Operacja powiodła się i Mun stopniowo widzi coraz lepiej.
Coś w tym jest jednak dziwnego, ponieważ Mun widzi dziwne, niewyjaśnione rzeczy, których inni nie dostrzegają. Okazuje się, że widzi ona duchy samobójców. Ciąży na niej klątwa, która dręczyła także dawcę rogówki, który był schizofrenikiem. Mun odkrywa także przyczynę klątwy; jakiś czas temu, w małej chińskiej wiosce mieszkała młoda dziewczyna, Ling. Ona także widziała podobne rzeczy, dlatego była wyszydzana i wyśmiewana. Pewnego dnia uciekła ona z domu i popełniła samobójstwo.